# Thug Behram
Thug Behram (o Buhram) (1765 – 1840), líder de la secta thuggee en India, fue uno de los asesinos en masa más prolíficos de la historia.
Se le atribuyen hasta 931 víctimas entre 1790 y 1840, una gran cantidad con el rumal (que en hindi significa pañuelo, un trozo de tela amarilla de uso ceremonial, usado en esta secta para el estrangulamiento ritual).

Behram fue ejecutado en 1840 por ahorcamiento.
James Paton, oficial de la Compañía Británica de las Indias Orientales, quien trabajaba en el "Departamento Thugs y Dacoitis", escribió un manuscrito sobre los thuggee en la década de 1830, allí cita a Behram, diciendo que él había estado presente en 931 asesinatos, que había estrangulado con sus propias manos cerca de 125 hombres, y que había visto ser estrangulados a 150 más.